# Neotermes samoanus
Neotermes samoanus là một loài côn trùng trong họ Kalotermitidae. Loài này được Holmgren miêu tả khoa học đầu tiên.
Đây là loài gây hại của cây Swietenia macrophylla, phát triển phổ biến ở Fiji.